# Aci e Galatea (coppia mitologica)
La leggendaria coppia dal destino tragico di Aci e Galatea, è presente nei racconti della mitologia greca ambientati in Sicilia, mito che fu elaborato anche da Ovidio nelle sue Metamorfosi, e rappresentato innumerevoli volte nel corso della storia.
La prima menzione si trova in Teocrito (Idillio XI intitolato “Il Ciclope”).

## Nella mitologia classica

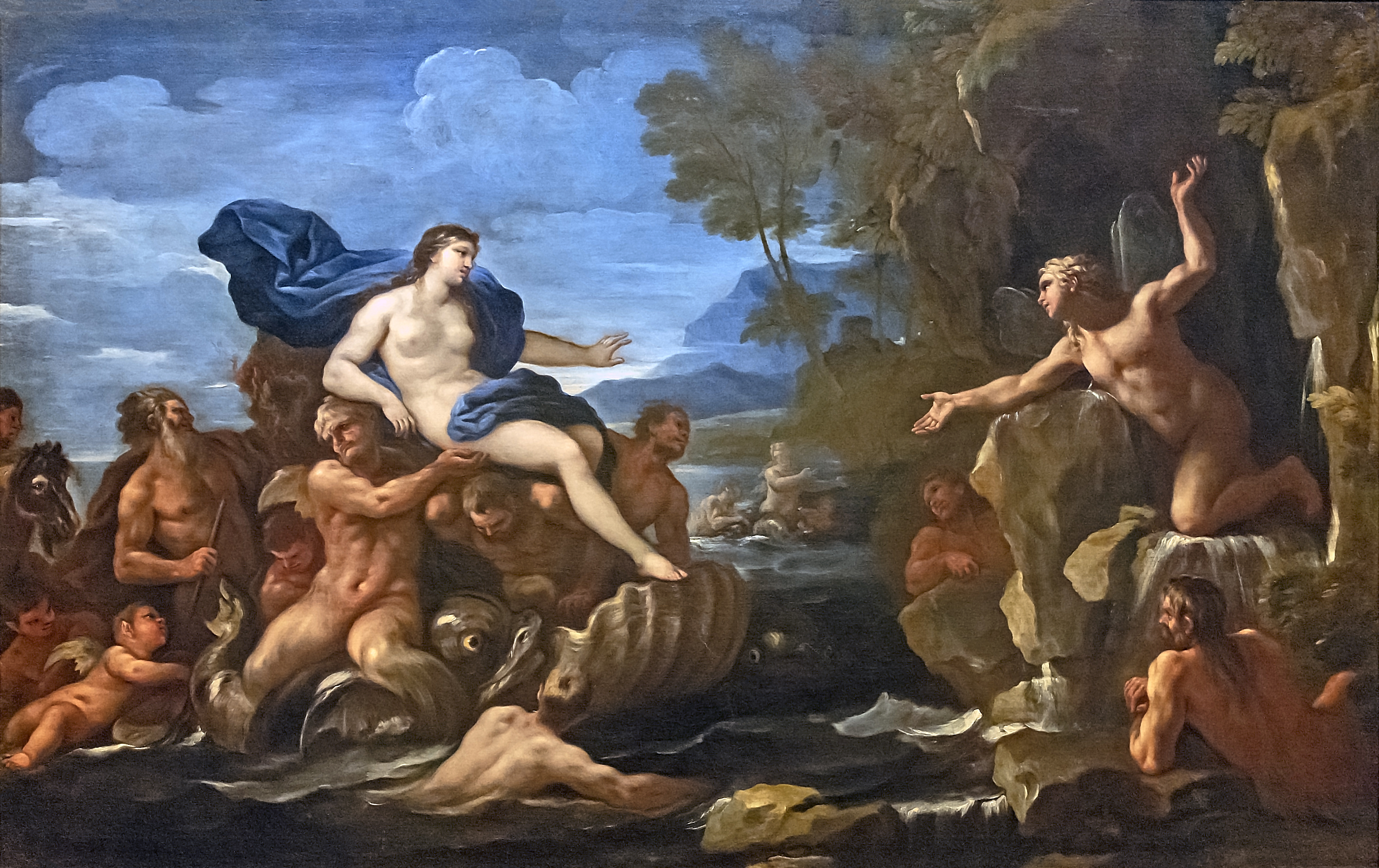
Aci e Galatea, quadro dipinto da Luca Giordano (1685 circa; Tolosa, Fondazione Bemberg).

Galatea (in greco antico: Γαλάτεια, che significa "colei che è bianca come il latte"), figlia del "vecchio del mare" Nereo e dell'oceanina Doride, era una ninfa marina attestata nelle più antiche opere (perché le prime trascrizioni dei miti greci) di Omero ed Esiodo, dov'è descritta come la più bella e amata delle cinquanta Nereidi. Visse nel mare e suscitò l'interesse del ciclope Polifemo, che la corteggiò a lungo senza esserne ricambiato.
Nelle Metamorfosi di Ovidio, Galatea appare come l'amata di Aci, figlio di Fauno e della naiade Simetide, figlia del fiume Simeto. Un giorno, mentre Galatea giaceva abbracciata col suo amante in riva al mare, Polifemo li vide. Quest'ultimo, a causa della gelosia, raccolse un enorme pietrone dal fianco dell'Etna e lo scagliò contro il giovane. Sebbene Aci abbia cercato di fuggire, l'enorme roccia lo schiacciò uccidendolo sul colpo. Galatea trasformò poi il suo sangue mentre sgorgava da sotto la roccia in acque scintillanti, creando così il torrente dell'Etna che portava il suo nome, l'Aci appunto, così da renderlo una divinità-ruscello. Mantenne le sue caratteristiche originali tranne l'altezza, dato che divenne più grande, e l'aspetto del viso, che si colorò di un blu intenso.
Questa versione del racconto è ricordata solo dall'opera di Ovidio, e potrebbe forse esser inventata dal poeta, perché «suggerita dal modo in cui il piccolo fiume sgorga da sotto una roccia». Ma secondo lo studioso Ateneo di Naucrati, la storia fu inventata per la prima volta da Filosseno di Citera come satira politica contro il tiranno Dionisio I di Siracusa, la cui concubina preferita, Galatea, condivideva lo stesso nome della celebre ninfa siciliana. Altri sostengono che la storia fu inventata per spiegare la presenza di un santuario dedicato a Galatea sull'Etna.
Secondo una tradizione successiva Galatea si appassionò in seguito a Polifemo. Il loro figlio, Galas (o Galates), divenne l'antenato dei Galli. Lo storico ellenistico Timeo, che nacque in Sicilia, descrisse Galate come figlio di Polifemo e Galateia.
Galatea, insieme a Doto e Panopea, accompagnò sua sorella Teti al matrimonio con Peleo. Nell'Iliade di Omero, Galatea e le altre sorelle appaiono a Teti quando si dispera a compassione per il dolore che provò Achille quando ucciserò il suo amico Patroclo.

## Nella cultura postclassica
- Aci e Galatea (1686), è un'opera realizzata da Jean-Baptiste Lully, rappresentata ad Arnet (Normandia);
- Aci, Galatea e Polifemo (1708), serenata pastorale composta da Georg Friedrich Händel, rappresentata a Napoli;
  - Aci e Galatea (1717-18), una rappresentazione cortese di Händel, rappresentata a Londra;
- Aci e Galatea (1678-79), opera di Marc-Antoine Charpentier, libretto di Jean de la Fontaine (rimase incompleta perché furono scritti solo 2 atti su 3, poi l'overtura d'inizio ed altro fu ripreso per L’Inconnus, ma di quest'ultima opera se ne sono perse le tracce);

Galleria d'immagini

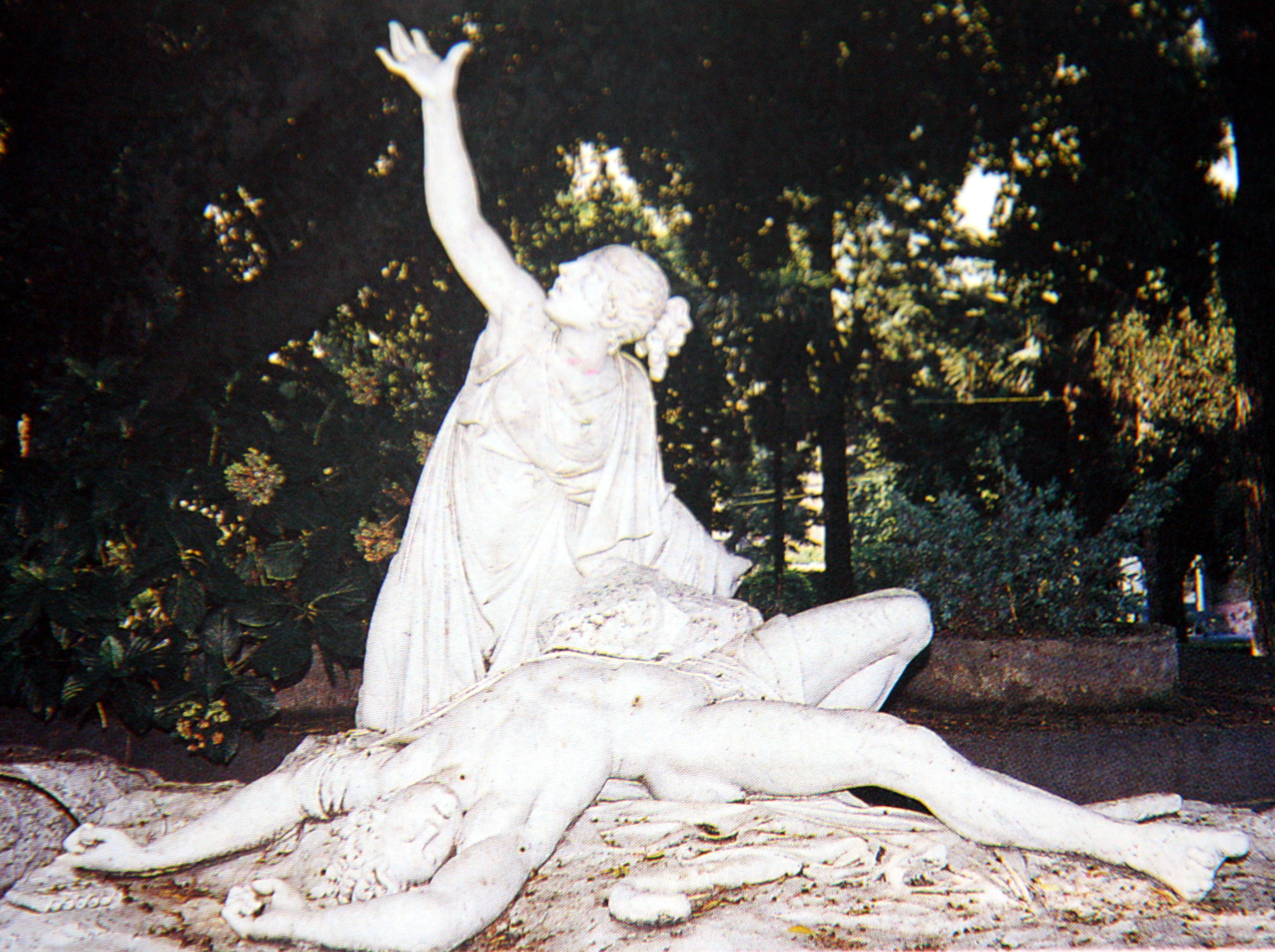
Aci e Galatea, monumento realizzato dallo scultore Rosario Anastasi (1840 circa; ad Acireale, riproduzione di Villa Belvedere, mentre l'originale è conservato presso la Pinacoteca Zelantea).
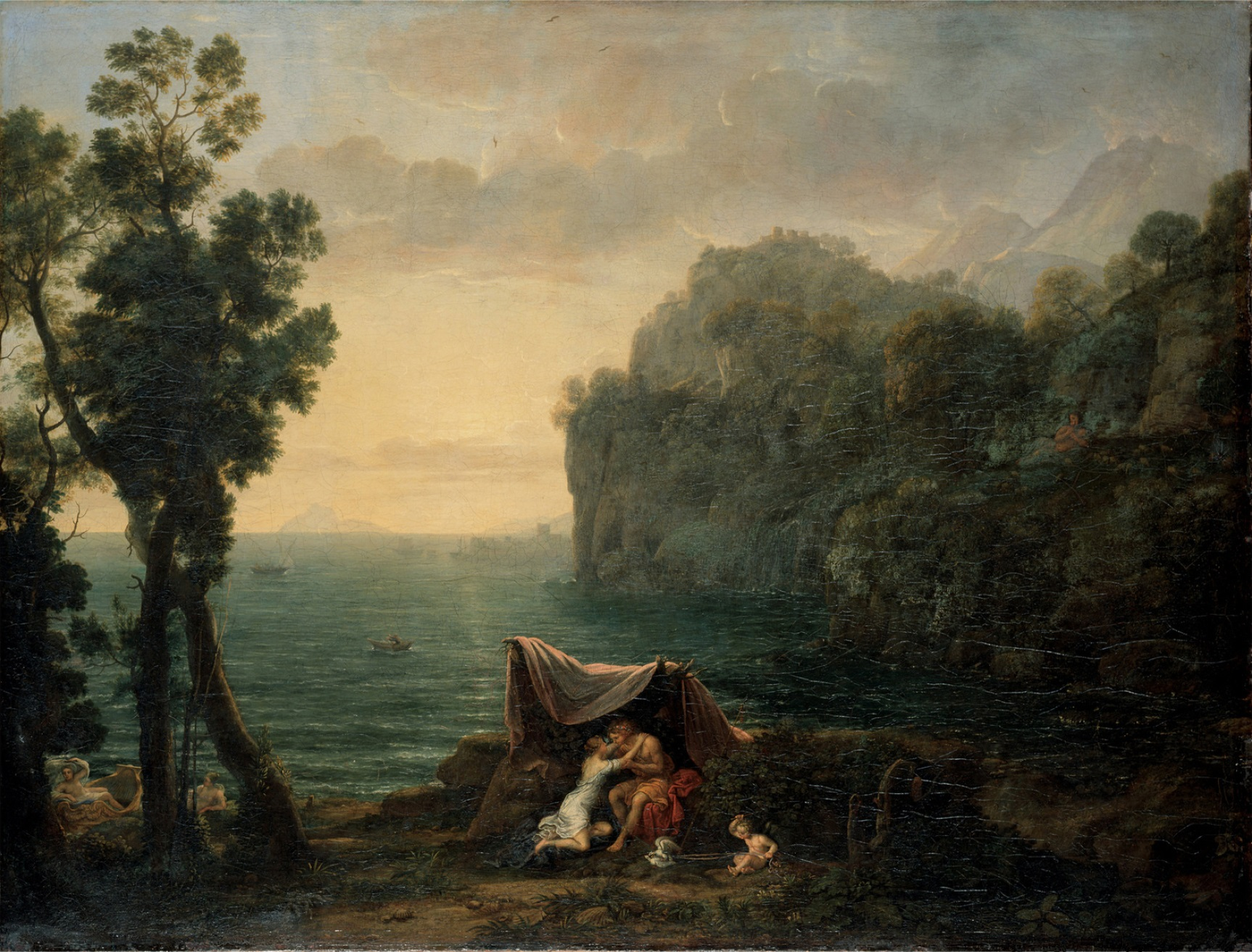
Paesaggio costiero con Aci e Galatea, dipinto da Claude Lorraine (1657; Dresda, Pinacoteca degli antichi maestri).
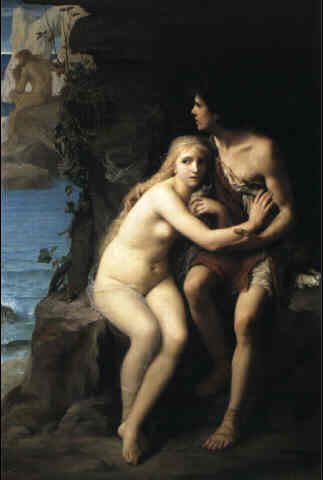
Aci e Galatea si nascondono da Polifemo (1877), dipinto da Édouard Zier.
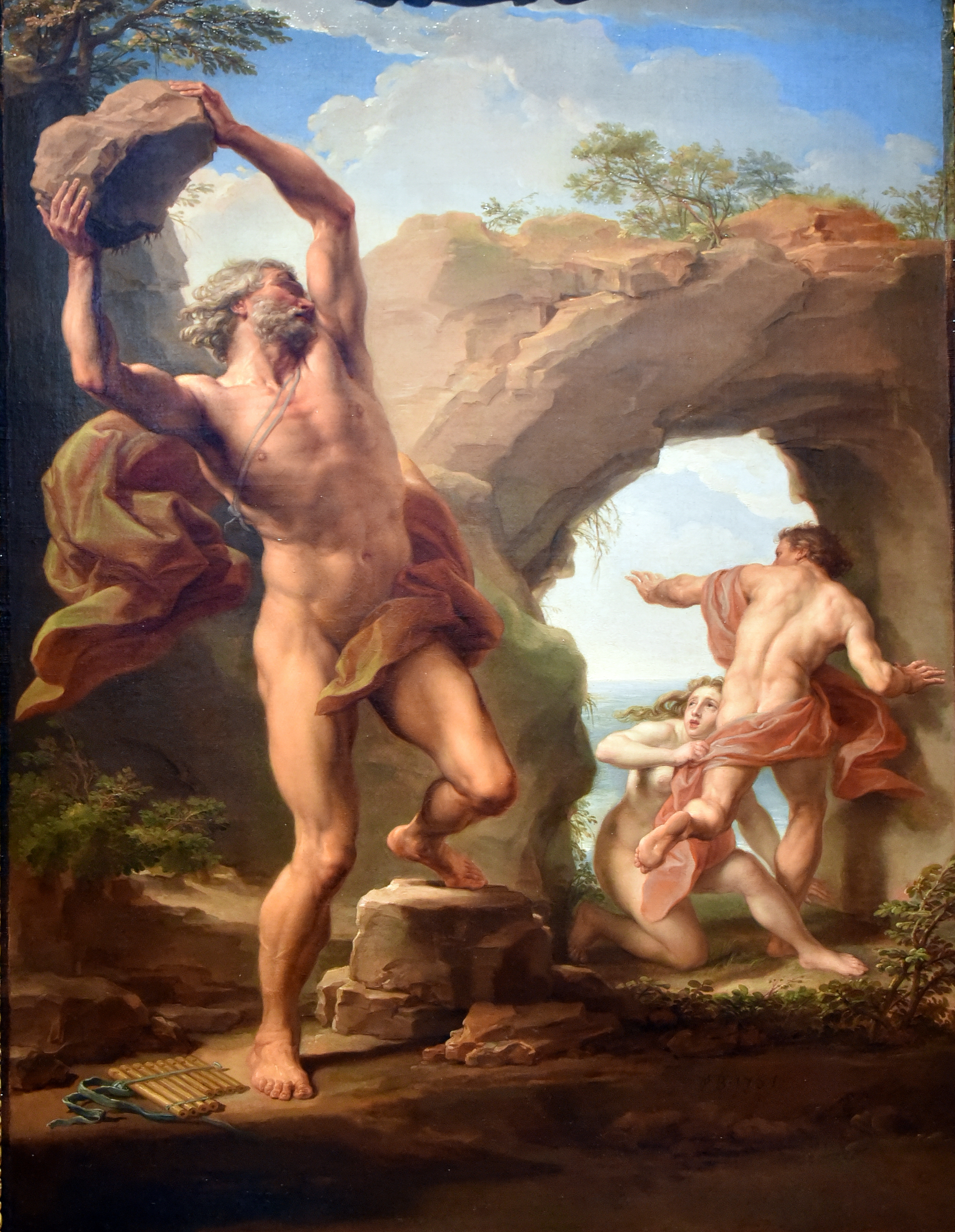
Aci e Galatea attaccati da Polifemo, dipinto da Pompeo Batoni (1761; Stoccolma, Museo nazionale delle belle arti di Svezia).
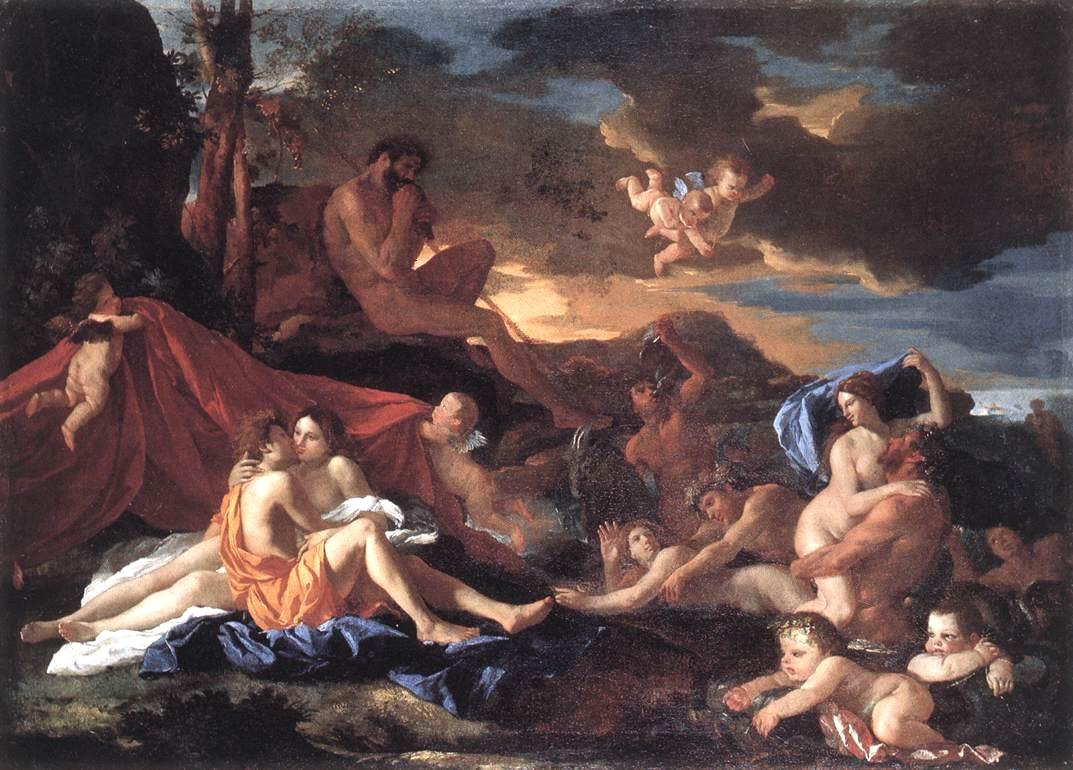
Aci e Galatea, dipinti da Nicolas Poussin (1628 circa; Dublino, Galleria nazionale d'Irlanda).
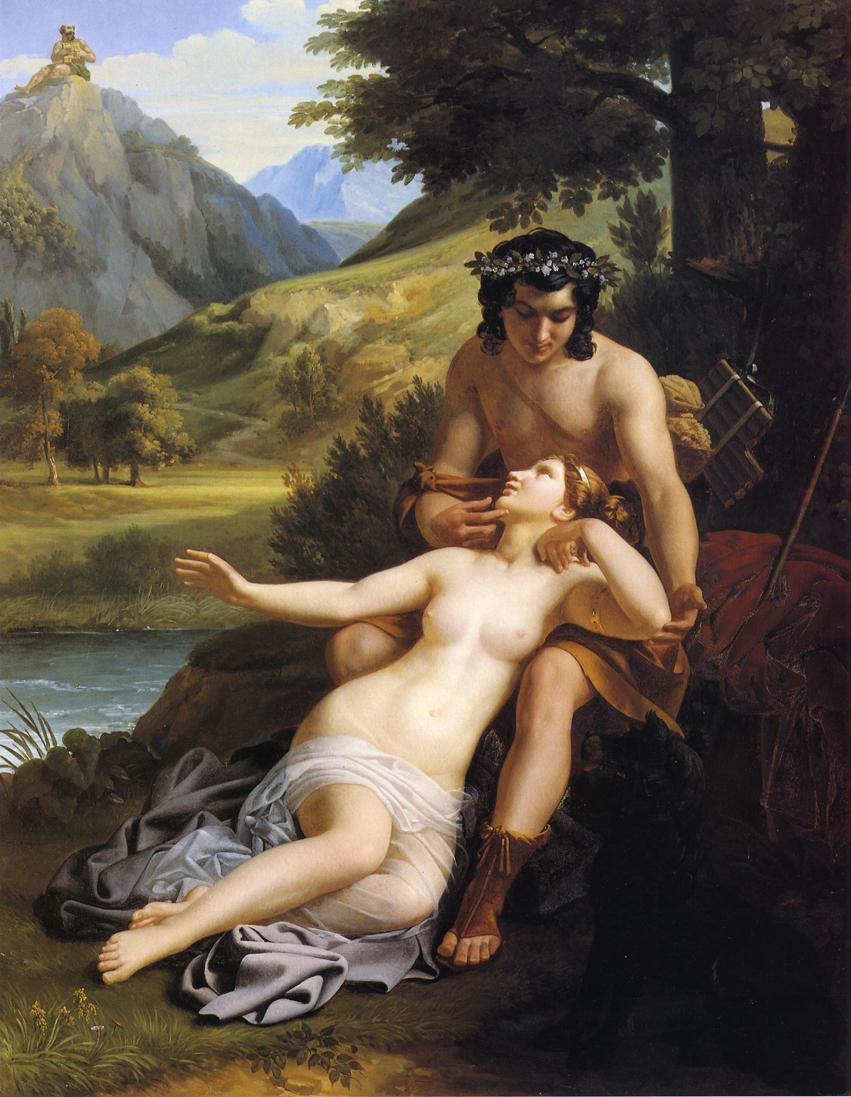
Gli amanti (1827), dipinto da Alexandre-Charles Guillemot.
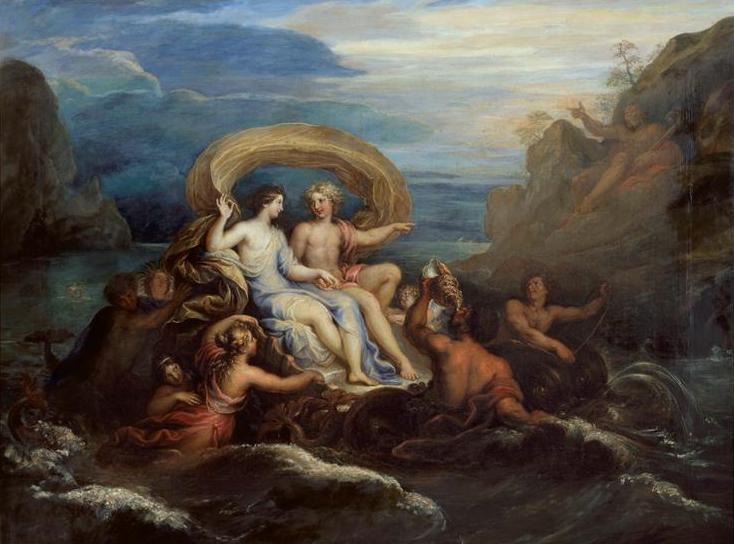
Aci e Galatea, dipinto da Michel Corneille padre (XVII secolo; Versailles, Salone di Mercurio, originario del Castello di Meudon).
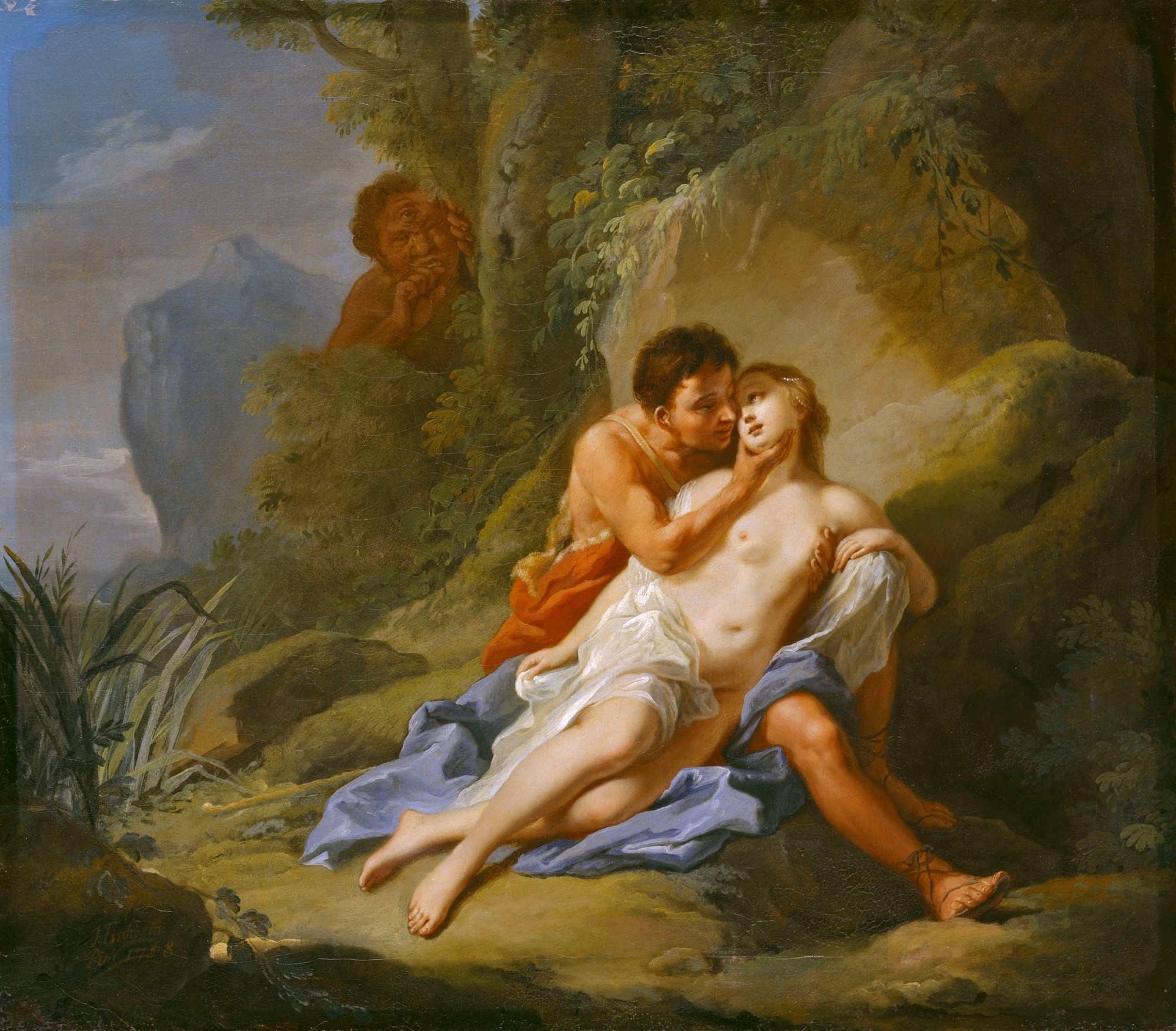
Aci e Galatea, dipinto da Johann Heinrich Tischbein (1758; Kassel, Nuova Galleria).
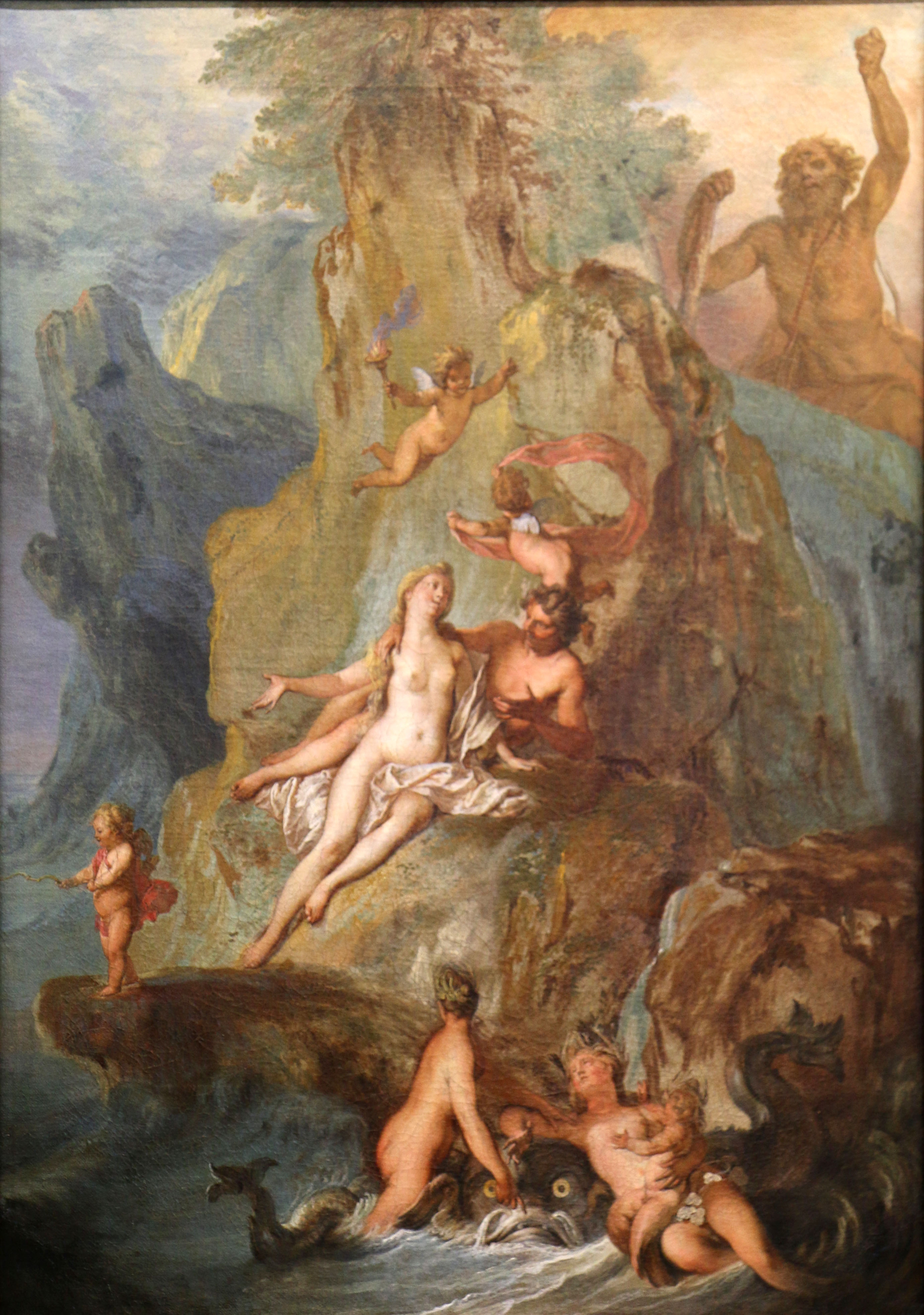
Aci e Galatea, dipinto da Nicolas Bertin (Carcassonne, Museo delle Belle Arti).
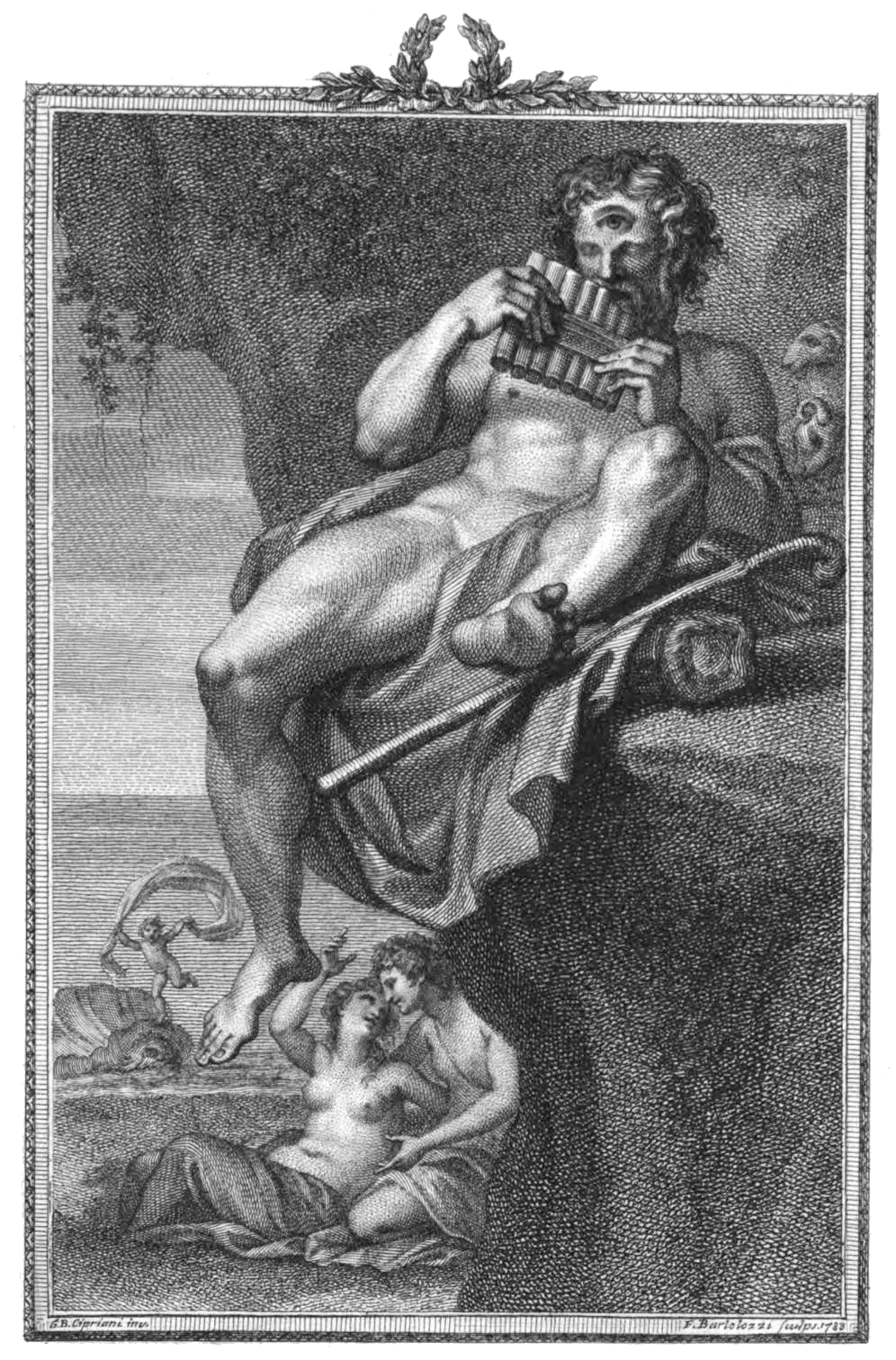
Copertina con stampa incisa dell'opera teatrale La Galatea (1781), scritta da Pietro Metastasio (Opere del Signor Abate Pietro Metastasio, 10 voll., Parigi, Édition Herissant, 1780–1782).
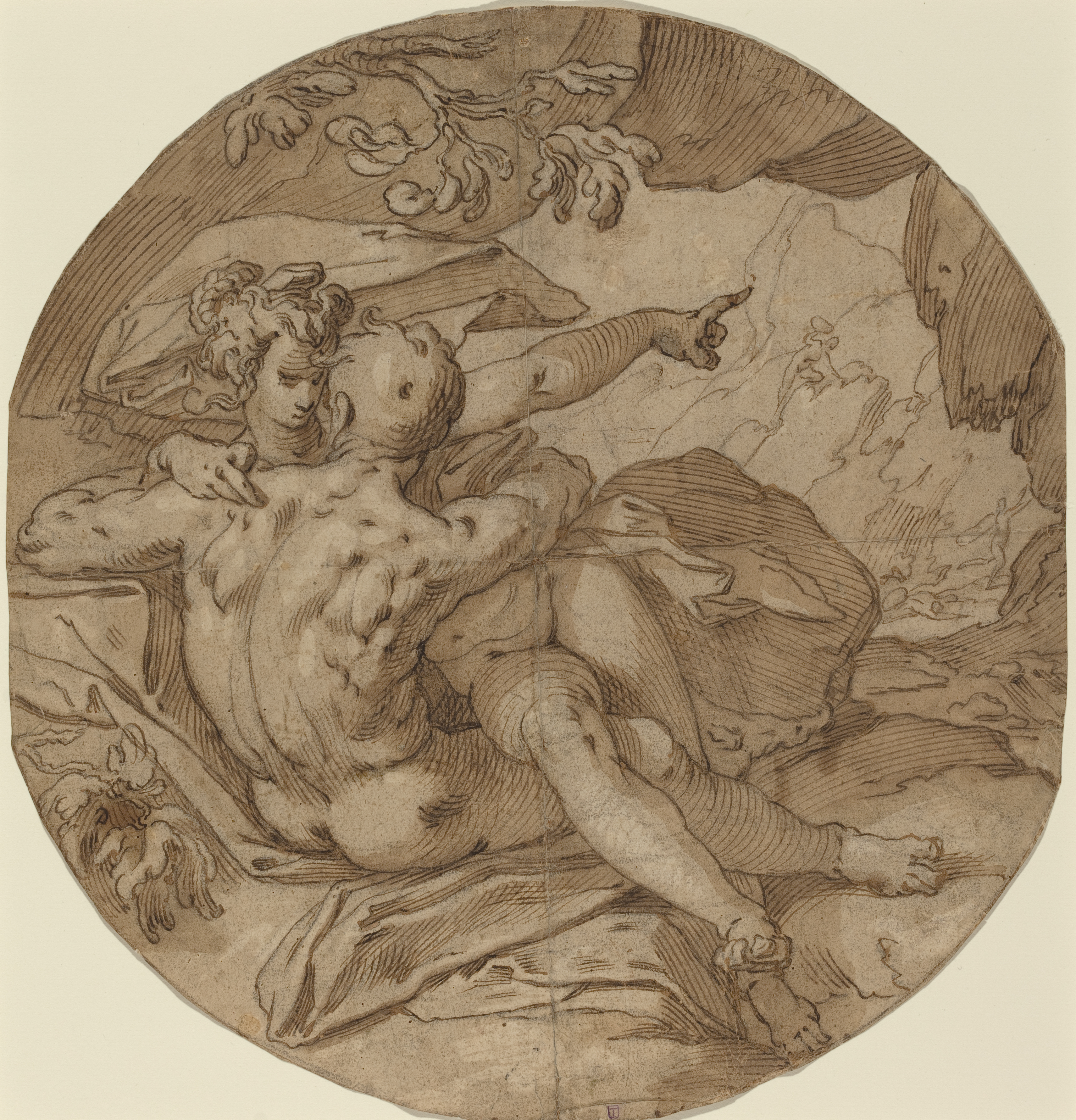
Aci e Galatea, illustrazione ad acquerello e inchiostro bruno, disegnato da Abraham Bloemaert (1590 circa; Washington, Galleria nazionale d'arte degli Stati Uniti).
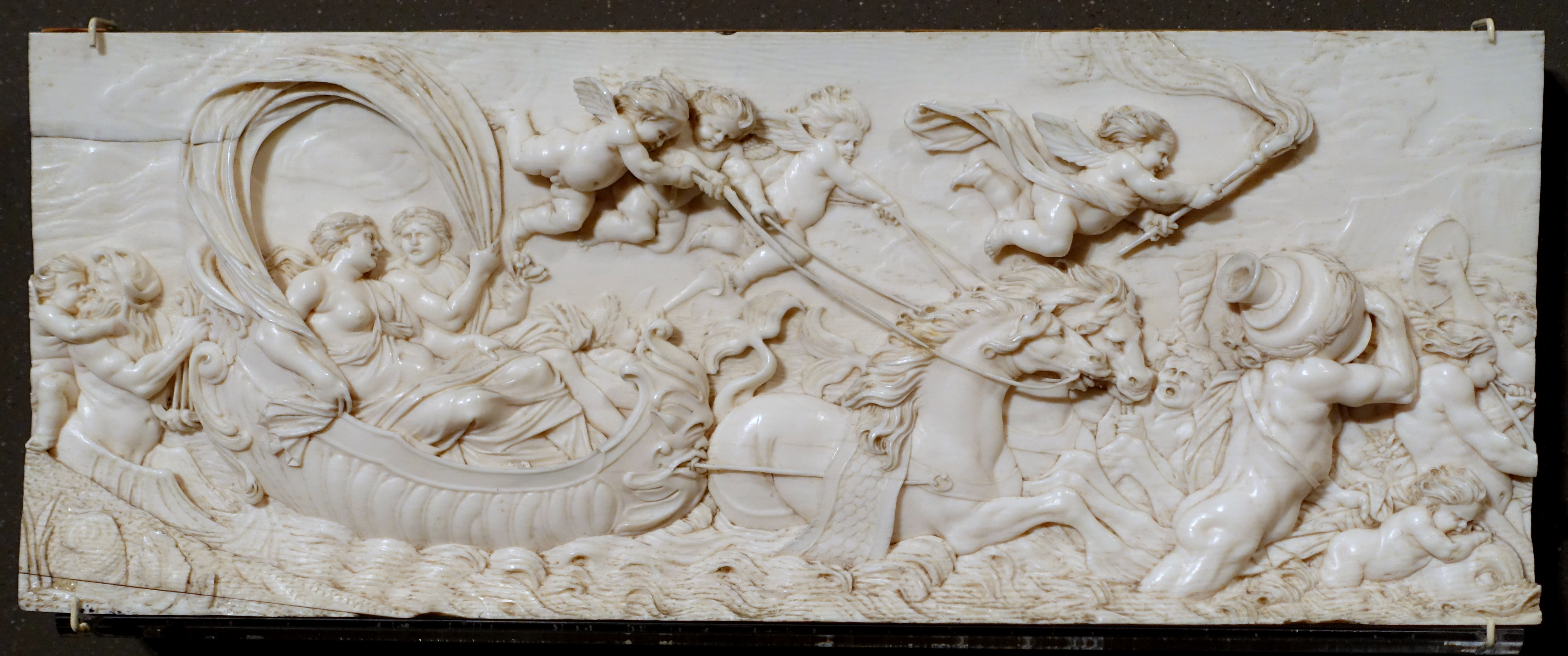
Processione matrimoniale, grande rilievo al Museo Bode di Berlino.
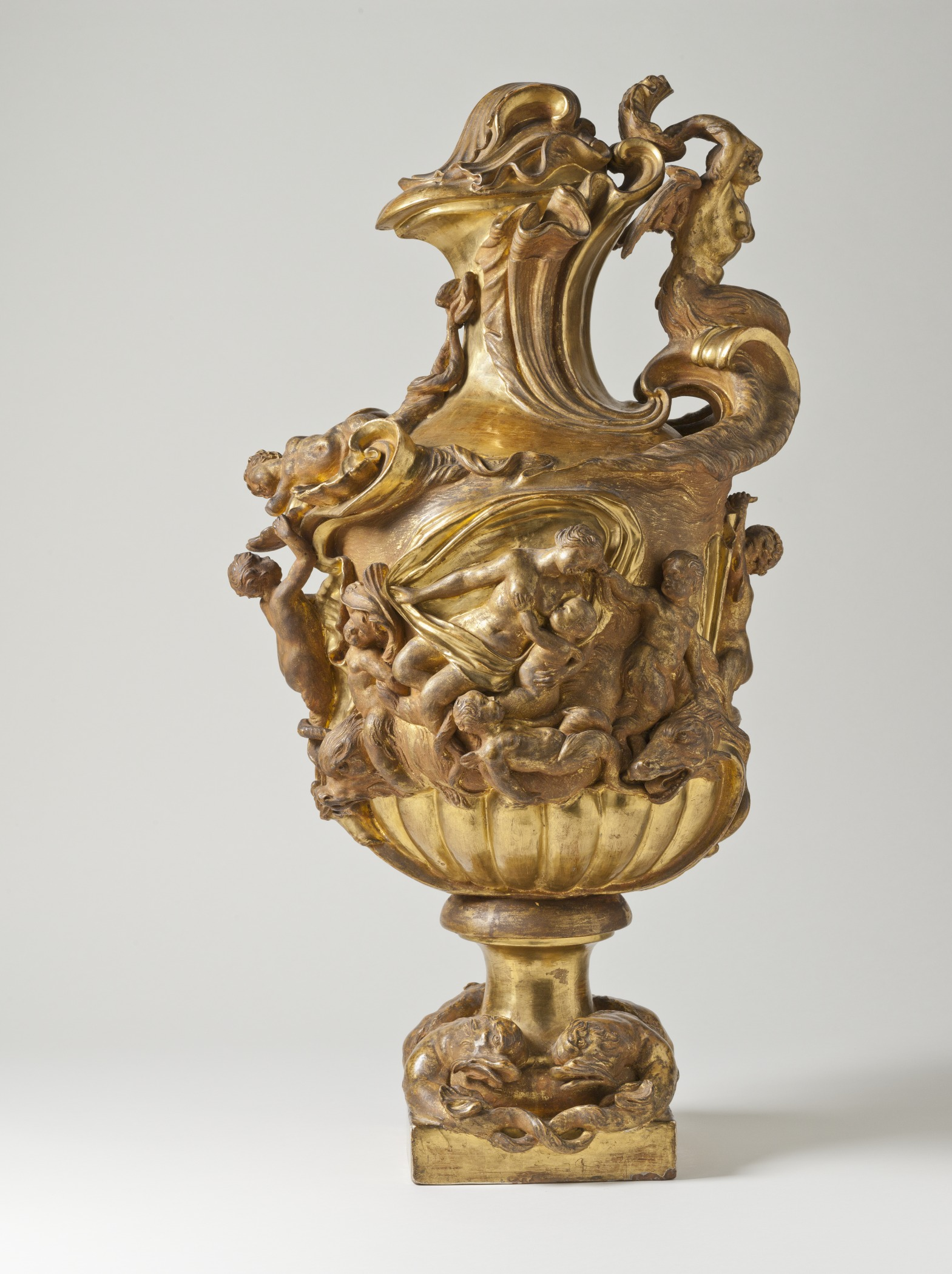
Vaso «Galatea», anfora barocca dell'artista Massimiliano Soldani Benzi (Los Angeles, LACMA).
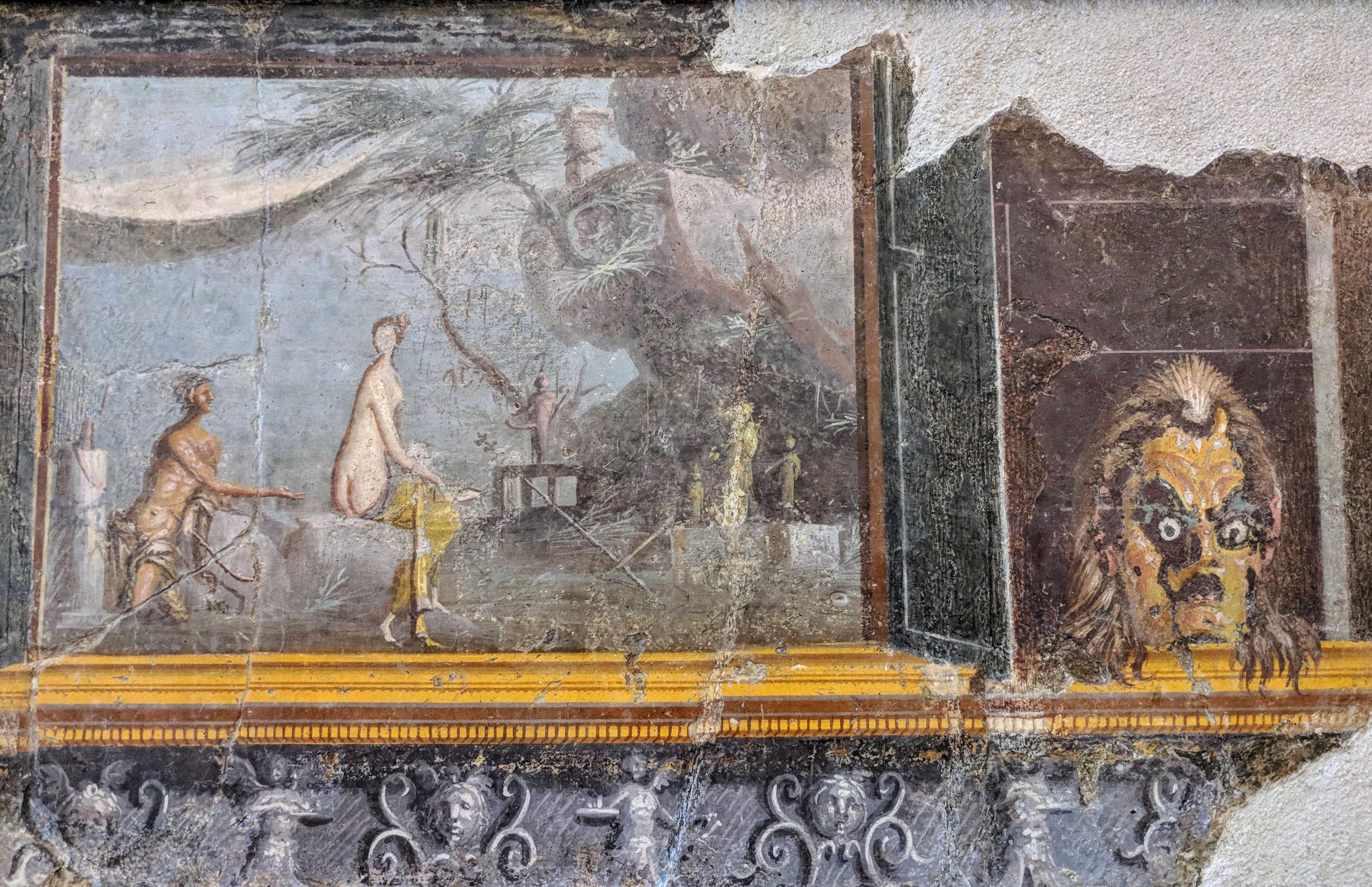
Aci e Galatea, affresco recuperato dalla città di Ercolano, ed oggi situato al Museo archeologico di Napoli.
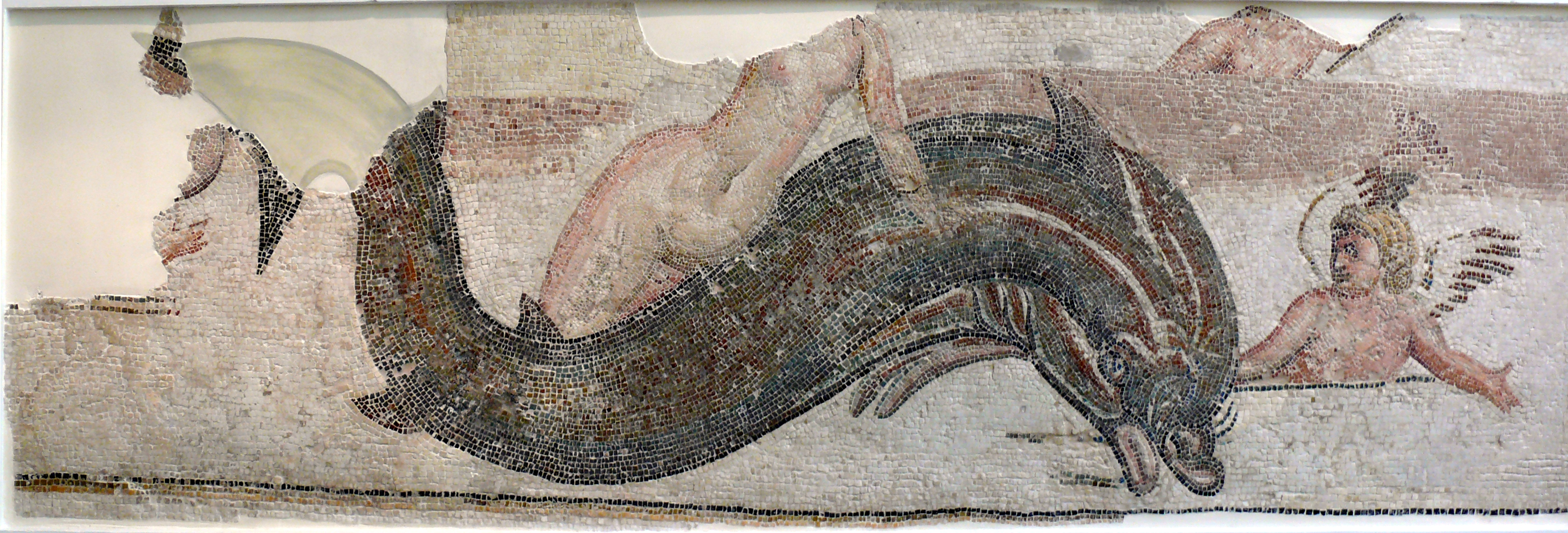
Antico mosaico della nereide Galatea a cavallo di un delfino sul fiume di Aci (conservato presso il Museo archeologico di Susa, in Tunisia).
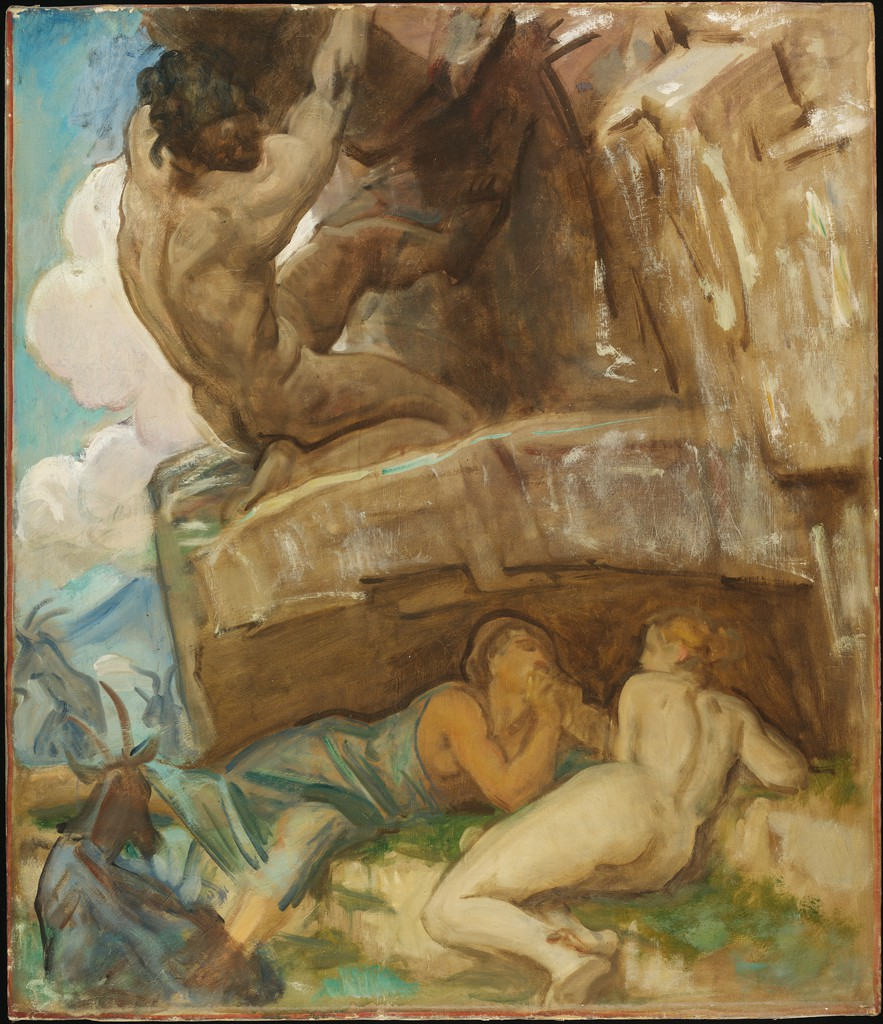
Bozza per un murale di Aci e Galatea, nel complesso d'affreschi del Museo di belle arti di Boston, elaborati da John Singer Sargent (XX secolo; Cambridge, nel Massachusetts, disegno al Museo universitario d'arte di Fogg).